# Lautaro López (calciatore)
Lautaro López (Buenos Aires, 30 marzo 2005) è un calciatore argentino, centrocampista del Montevideo City Torque.

## Carriera

### Club
È cresciuto nel settore giovanile del Vélez Sarsfield, con cui ha firmato il primo contratto professionistico il 13 luglio 2022. Il 1º settembre 2023 è passato in prestito al Defensa y Justicia, e due giorni più tardi ha debuttato a livello professionistico nell'incontro pareggiato 1-1 contro il Sarmiento (J).
Il 24 febbraio 2025 è stato ceduto a titolo definitivo al Montevideo City Torque, con cui nel 2024 conquista una promozione dalla seconda alla prima divisione uruguaiana, categoria nella quale poi esordisce nel 2025.

### Nazionale
Ha giocato con la nazionale argentina Under-17.

## Statistiche

### Presenze e reti nei club
Statistiche aggiornate al 7 marzo 2025.
| Stagione        | Squadra                | Campionato      | Campionato | Campionato | Coppe nazionali | Coppe nazionali | Coppe nazionali | Coppe continentali | Coppe continentali | Coppe continentali | Altre coppe | Altre coppe | Altre coppe | Totale | Totale | Totale |
| Stagione        | Squadra                | Comp            | Pres       | Reti       | Comp            | Pres            | Reti            | Comp               | Pres               | Reti               | Comp        | Pres        | Reti        | Pres   | Reti   |        |
| --------------- | ---------------------- | --------------- | ---------- | ---------- | --------------- | --------------- | --------------- | ------------------ | ------------------ | ------------------ | ----------- | ----------- | ----------- | ------ | ------ | ------ |
| 2023            | Defensa y Justicia     | PD              | 0          | 0          | CA+CdL          | 0+5             | 0               | CS                 | 0                  | 0                  | -           | -           | -           | 5      | 0      |        |
| 2024            | Montevideo City Torque | SD              | 31         | 0          | CU              | 4               | 0               |                    | -                  | -                  |             | -           | -           | 35     | 0      |        |
| 2025            | Montevideo City Torque | PD              | 5          | 0          | CU              | 0               | 0               | -                  | -                  | -                  |             | -           | -           | 5      | 0      |        |
| Totale carriera | Totale carriera        | Totale carriera | 36         | 0          |                 | 9               | 0               |                    | 0                  | 0                  |             | -           | -           | 45     | 0      |        |